# 긴타이치 온천
긴타이치 온천(金田一温泉 긴타이치온센[*])은 일본 이와테현 니노헤시에 있는 온천이다. 마부치강 기슭에 있다.

## 역사
이전에는 유다 온천(湯田温泉)이라는 명칭이었다 (논에서 탕이 끓고 있었던 것에 유래한다). 이 온천의 기원은 불분명하지만, 일반적으로 개탕 연대로서 소개되는 것은, 1626년이다. 에도 시대에는 모리오카번의 지정 탕치장이 되어, '사무라이의 탕'이라고 불렸다. 그 시기부터 이미 온천가가 형성되어 있던 것으로 여겨진다.

## 온천가
9채의 온천 숙소가 존재하며, 당일치기 목욕 시설은 여러 곳 존재한다.
온천가 맨 안쪽에 좌부동자로 알려진 로쿠후소가 있다. 2009년 10월 4일에 일어난 화재로 좌부동자를 모시는 안뜰의 가메마로 신사 이외가 전소했지만, 2016년에 재건되었다.